# Basilica di Sant'Anastasia al Palatino

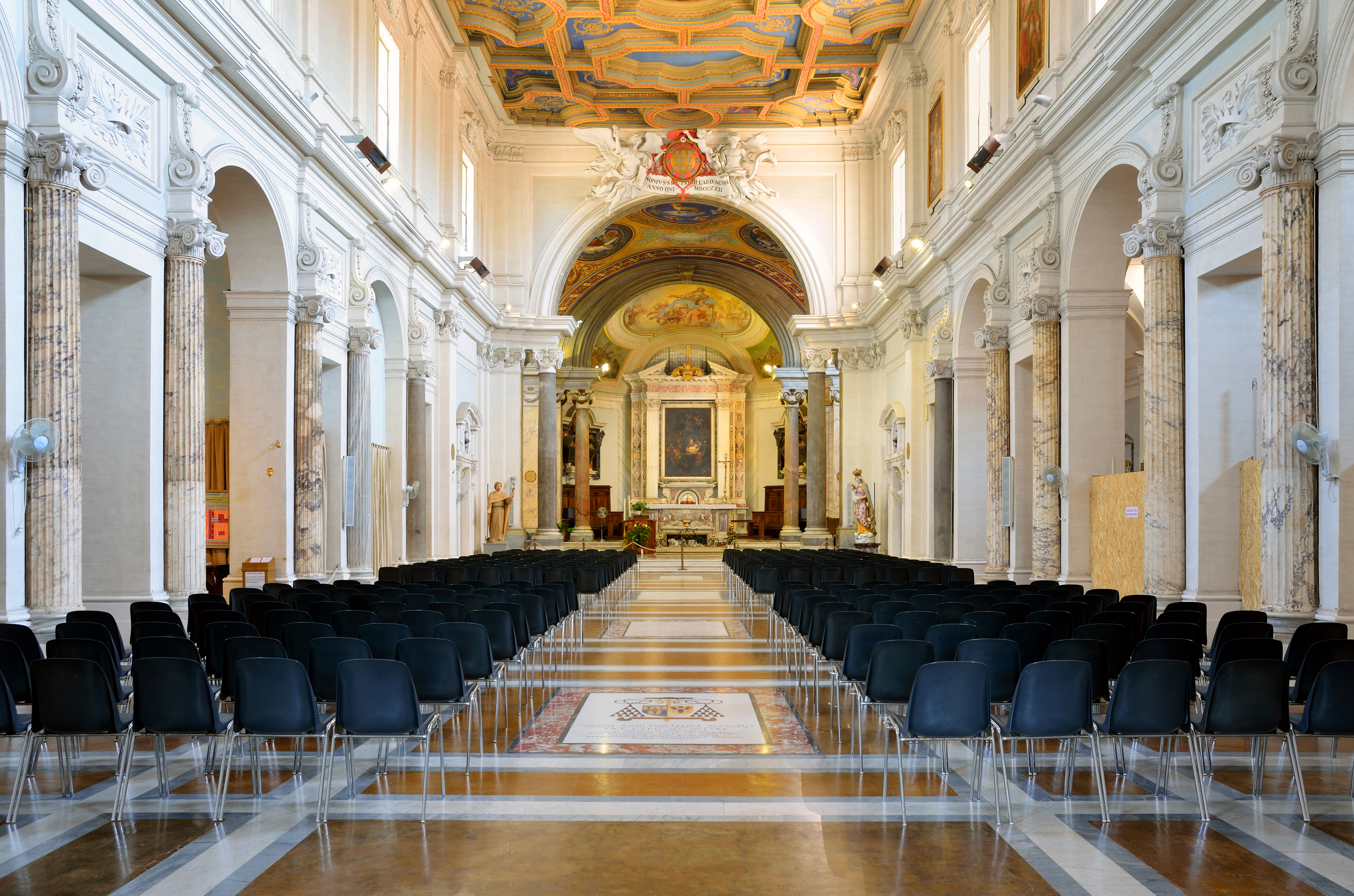
Interno

La basilica di Sant'Anastasia al Palatino è un luogo di culto cattolico di Roma, posto alle pendici del Palatino. La chiesa ha la dignità di basilica minore. Funge inoltre da chiesa nazionale per la comunità peruviana di Roma e per la comunità indiana di rito siro-malabarese. Essa è una delle chiese stazionali di Roma.

## Storia
Costruita nei primi decenni del IV secolo (325-326?), sorge su preesistenti architetture romane variamente stratificate adiacenti alla recinzione esterna del Circo Massimo (tabernae e costruzioni private che sorgevano lungo una strada alle pendici sudoccidentali del Palatino). In seguito fu dedicata a sant'Anastasia di Sirmio (281-304), donna romana, martire sotto Diocleziano. Già negli atti del sinodo del 499 la chiesa risulta registrata con il titulus Anastasiae.
La Basilica è collegata dalla tradizione alla predicazione di san Girolamo (IV sec.) - che probabilmente vi ha risieduto e portato dalla Terra Santa importanti reliquie, ancora custodite - e di san Leone Magno (V secolo).
La chiesa fu restaurata diverse volte: da papa Damaso I (366-383), papa Ilario (461-468), papa Giovanni VII (705-707), papa Leone III (795-816), e papa Gregorio IV (827-844). La chiesa moderna deve le sue forme a papa Urbano VIII Barberini, che ne ordinò il restauro nel 1636. Ulteriori restauri furono ordinati nel XIX secolo da papa Pio VII e papa Pio IX.
Fino al Settecento è stata il punto di partenza della processione penitenziale presieduta dal papa il mercoledì delle Ceneri, e che terminava alla basilica di Santa Sabina dove veniva celebrata la prima messa stazionale della quaresima.

## Descrizione

### Dipinti interni e ilSan Giovanni nel desertodi Pier Francesco Mola
Qui è conservata la tela di Pier Francesco Mola con San Giovanni Battista nel deserto del 1658 circa. La chiesa conserva al suo interno una gran quantità di tele di Lazzaro Baldi (e collaboratori) e uno splendido dipinto di Francesco Trevisani raffigurante san Turibio. Nel transetto di sinistra si trova la tomba monumentale del filologo e cardinale Angelo Mai, opera dello scultore neoclassico Giovanni Maria Benzoni.

### La Reliquia di San Giuseppe
In una sala protetta, un reliquiario seicentesco custodisce le venerate reliquie del manto di San Giuseppe e una parte del velo della Vergine Maria, che, secondo la tradizione, furono portate a Roma da Gerusalemme da San Girolamo.

## Celebrazione del Giubileo del 2000
In occasione della Giornata mondiale della gioventù tenutasi a Roma nel corso del Giubileo del 2000 in questa chiesa è stata allestita un'immensa sacrestia, in cui furono custodite 700.000 particole di cui decine di migliaia sono state consumate nelle celebrazioni che si sono tenute nel Circo Massimo.